# Special Agent (1949)
Special Agent (bra: Agente Especial) é um filme noir estadunidense de 1949, do gênero drama criminal, dirigido por William C. Thomas, e estrelado por William Eythe. A produção foi vagamente baseada no roubo de trem dos irmãos DeAutremont em 1923.

## Sinopse
Com sua fazenda em risco financeiro, os irmãos Devereaux, Edmond (Paul Valentine) e Paul (George Reeves), decidem roubar um trem. Após a fuga, o detetive ferroviário Johnny Douglas (Willian Eythe) começa sua investigação com a ajuda de Lucille Peters (Kasey Rogers), cujo pai foi morto durante o assalto.

## Elenco
- William Eythe como Johnny Douglas
- Kasey Rogers como Lucille Peters
- Paul Valentine como Edmond Devereaux
- George Reeves como Paul Devereaux
- Carole Mathews como Rose McCreary
- Tom Powers como Agente Wilcox
- Raymond Bond como Xerife Babcock
- Frank Puglia como Avô Devereaux
- Walter Baldwin como Pop Peters
- Jeff York como Jake Rumpler
- Virginia Christine como Mabel Rumpler
- Robert Williams como Superint. Olmstead
- Joseph Granby como Xerife Dodson
- Morgan Farley como Dr. Bowen
- John Hilton como Frank Kent
- Peter Miles como Jake Rumpler, Jr.
- Jimmy Hunt como Tim Rumpler
- Arthur Stone como Tad Miller
- Truman Bradley como Narrador